# Depot von Radotín
Das Depot von Radotín (auch Hortfund von Radotín) ist ein Depotfund der frühbronzezeitlichen Aunjetitzer Kultur aus Radotín (Prag 16), einem Stadtteil von Prag, Tschechien. Es datiert in die Zeit zwischen 1800 und 1600 v. Chr. Das Depot befindet sich heute im Nationalmuseum in Prag.

## Fundgeschichte
Das Depot wurde 1889 erstmals erwähnt. Es wurde auf dem Gelände der Zuckerfabrik in Radotín entdeckt. Das genaue Datum des Funds und die Fundumstände sind unbekannt. Die Fundstelle liegt leicht erhöht in der Nähe der Mündung des Baches Radotínský potok in die Berounka. Es handelt sich um einen von zahlreichen Depotfunden aus dem Stadtgebiet von Prag.

## Zusammensetzung
Das Depot besteht aus zwei Bronzegegenständen: Einem Streitmeißel und einer Kugelkopfnadel.